# 紀資
紀資（1484年—？年），字廷言，直隶河间府任丘縣人，明朝政治人物。

## 生平
治《易經》，正德八年（1513年）由國子生中式癸酉科順天府鄉試第一百二十九名舉人，嘉靖二年（1523年）癸未科會試第二百七十八名，第三甲第二十二名進士。历官青州府、寧國府知府、陕西按察司副使，嘉靖二十六年（1547年）以軍功升太仆寺卿，十一月考察被尚书闻渊擬为宜罢职，遂革职闲住。

## 家族
曾祖紀信。祖父紀友。父紀論。母林氏，继母李氏。具庆下。兄紀晉、弟紀賛、紀賓。